# Villa Giorgina
Villa Giorgina (già Villa Levi, Villa Ceci) è una villa di Roma, nel quartiere Pinciano.
La villa è sede della nunziatura apostolica in Italia. Il parco circostante occupa un'area di 20.000 m² ed è delimitata da un muro di cinta lungo via Po, via Salaria, largo Ponchielli, via Peri e via Caccini. L'edificio non è aperto al pubblico. 

## Storia
L'edificio è del 1920; ne era proprietario Isaia Levi, industriale torinese e senatore, che intitolò la villa alla figlia. Nel 1927, alla decisione di abbandonare la sua prima residenza romana in via Rasella, Benito Mussolini considerò l'offerta di stabilirvisi, trovandola di suo gusto "specialmente per la sua ubicazione, che permetteva di rimanere lontano da sguardi indiscreti. Vi era però un inconveniente assai grave: il continuo passaggio delle vetture tramviarie provenienti da via Po e dalla via Salaria, che, con il loro continuo sferragliare, avrebbero certamente distratto il duce dal suo lavoro e, comunque, ne avrebbero turbato il riposo". L'offerta fu, dunque, rifiutata.
Isaia Levi, che si convertì al cattolicesimo, lasciò poi in eredità la propria residenza romana a Pio XII nel 1949, in segno di riconoscenza per l'aiuto ricevuto durante le persecuzioni razziali nel 1943-1944. Dieci anni dopo papa Giovanni XXIII sposta qui gli uffici della nunziatura della Santa Sede in Italia (che dopo la firma dei Patti Lateranensi, nel 1929, aveva avuto come prima sede una villa lungo via Nomentana, oggi occupata dall'ambasciata libica).
All'interno è ambientato il romanzo Gli indifferenti di Alberto Moravia che, fin da bambino, abitava di fronte alla villa, nota allora come Villa Levi.

## Caratteristiche
La costruzione, in stile neoclassico, fu costruita dall'architetto Clemente Busiri Vici; mostra anche reminiscenze del XVII e XVIII secolo, con largo uso di materiale architettonico dell'antichità. Il portale dell'ingresso proviene da Villa Doria Pamphilj e riporta l'iscrizione latina "Inter Sidereos Roma Recepta Polos", tratta dal poema De reditu suo di Claudio Rutilio Namaziano (V secolo). 
Il parco è occupato da piante quali cedri, palme, pini romani, accompagnate da numerose fontane.

## Cronaca
Nel novembre 2018, durante alcuni lavori di restauro, sotto il pavimento di una delle stanze della dépendance assegnate al custode, sono stati ritrovate diverse ossa umane. Un'indagine condotta dalla magistratura vaticana ha rivelato che i resti umani sarebbero antecedenti al XIX secolo, smentendo l'ipotesi che potessero appartenere al corpo di Emanuela Orlandi.